# Konstantinovo (Boergas)
Konstantinovo (Bulgaars: Константиново) is een dorp in de Bulgaarse gemeente Kameno, oblast Boergas. Konstantinovo ligt hemelsbreed 16 km ten noordwesten van de provinciehoofdstad Boergas en 328 km ten zuidoosten van Sofia.

## Bevolking
Op 31 december 2020 telde het dorp Konstantinovo 654 inwoners.
| Bevolkingsontwikkeling tussen 1934 en 2020          |
| --------------------------------------------------- |
|                                                     |
| Bron: Nationaal Statistisch Instituut van Bulgarije |

In het dorp wonen grotendeels etnische Bulgaren. In de optionele volkstelling van 2011 identificeerden 313 van de 325 ondervraagden zichzelf als etnische Bulgaren, oftewel 96,3%.
| Etnische samenstelling van de respondenten (2011) | Etnische samenstelling van de respondenten (2011) | Etnische samenstelling van de respondenten (2011) | Etnische samenstelling van de respondenten (2011) | Etnische samenstelling van de respondenten (2011) |
| ------------------------------------------------- | ------------------------------------------------- | ------------------------------------------------- | ------------------------------------------------- | ------------------------------------------------- |
|                                                   |                                                   |                                                   |                                                   |                                                   |
| Bulgaren                                          | Bulgaren                                          |                                                   | 96,3%                                             | 96,3%                                             |
| Turken                                            | Turken                                            |                                                   | 0,0%                                              | 0,0%                                              |
| Roma                                              | Roma                                              |                                                   | 0,0%                                              | 0,0%                                              |
| Anders/Onbekend                                   | Anders/Onbekend                                   |                                                   | 3,7%                                              | 3,7%                                              |